# Elaphoglossum scolopendrifolium
Elaphoglossum scolopendrifolium là một loài thực vật có mạch trong họ Lomariopsidaceae. Loài này được (Raddi) J. Sm. mô tả khoa học đầu tiên năm 1846.